# Sarcoscypha coccinea
Sarcoscypha coccinea là một loài nấm trong họ Sarcoscyphaceae của bộ Pezizales. Loài nấm này phân bố rộng rãi ở Bắc Bán Cầu, được tìm thấy ở châu Phi, châu Á, châu Âu, Bắc và Nam Mỹ, và Australia. Là loài điển hình của chi Sarcoscypha, loài này đã được đặt nhiều tên kể từ khi xuất hiện trong văn kiện khoa học lần đầu tiên năm 1772. Các phân tích phát sinh loài đã cho thấy loài này có mối quan hệ gần nhất với các loài Sarcoscypha có chứa nhiều giọt nhỏ dầu trong các bào tử, như loài ở đảo Bắc Đại Tây Dương S. macaronesica. Do bề ngoài tương tự và đôi khi có phạm vi phân bố chồng lấn, S. coccinea thường bị nhầm lẫn với S. occidentalis, S. austriaca, và S. dudleyi.

## Phân loại
Loài này ban đầu được đặt danh pháp Helvella coccinea bởi nhà tự nhiên học người Ý Giovanni Antonio Scopoli năm 1772. Các danh pháp khác bao gồm Peziza coccinea (Nikolaus Joseph von Jacquin, 1774) và Peziza dichroa (Theodor Holmskjold, 1799). Dù vài tác gia trong các văn bản cũ hơn đã đặt tên chi là Plectania sau sự đổi phân loại của Karl Fuckel năm 1870 (e.g. Seaver, 1928; Kanouse, 1948; Nannfeldt, 1949; Le Gal, 1953), danh pháp đó hiện hiện nay đang được sử dụng cho một loài nấm với quả thể nâu đen. Danh phát hiện nay (Sarcoscypha coccinea) được đặt ra bởi Jean Baptiste Émil Lambotte vào năm 1889. 

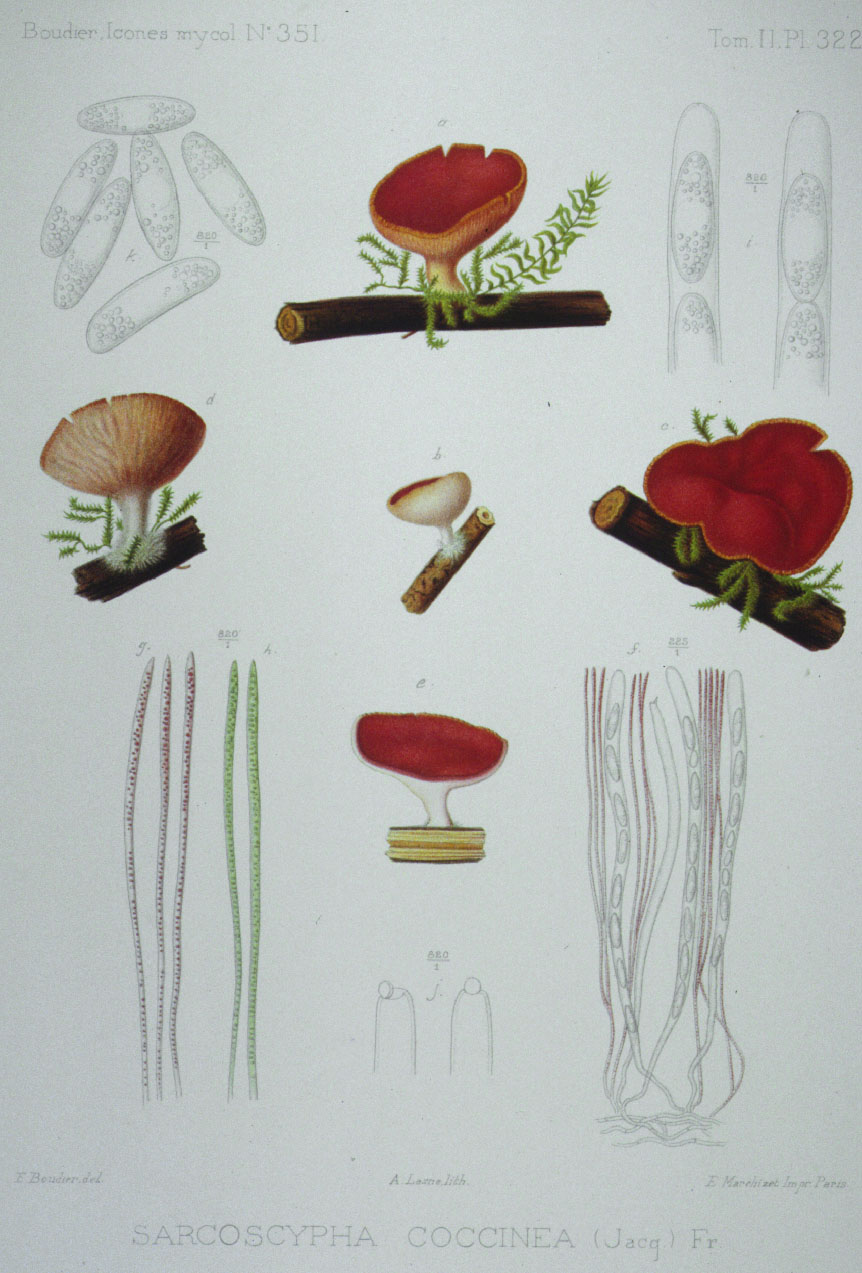
Các hình vẽ bởi Jean Louis Émile Boudier

Danh pháp đồng nghĩa bắt buộc (các tên khác nhau cho cùng một loài dựa trên loại) bao gồm Lachnea coccinea Gillet (1880), Macroscyphus coccineus Gray (1821), và Peziza dichroa Holmskjold (1799). Các danh pháp đồng nghĩa (các danh pháp khác cho một loài, dựa trên nhiều loại khác nhau) bao gồm Peziza aurantia Schumacher (1803), Peziza aurantiaca Persoon (1822), Peziza coccinea Jacquin (1774), Helvella coccinea Schaeffer (1774), Lachnea coccinea Phillips (1887), Geopyxis coccinea Massee (1895), Sarcoscypha coccinea Saccardo ex Durand (1900), Plectania coccinea (Fuckel ex Seaver), và Peziza cochleata Batsch (1783).